# Arthrospira
Arthrospira é um género de cianobactérias da ordem Oscillatoriales, caracterizadas pela formação de filamentos pluricelulares enrolados em hélice levógira, que flutuam livremente em lagos tropicais e subtropicais alcalinos ricos em carbonatos e bicarbonatos.

## Descrição
As espécies mais conhecidas são Arthrospira platensis (nativa da África, Ásia e América do Sul), Arthrospira maxima exclusiva da América Central e Arthrospira pacifica endémica do Hawaii.

## Usos
Algumas espécies deste género são utilizadas na elaboração de um suplemento dietético à base de Arthrospira, comercializado como espirulina.

## Suplemento alimentar
Algumas cianobactérias pertencentes ao gênero Arthrospira são utilizadas na alimentação, como uma forma de suplementação alimentar. Historicamente, evidências indicam que os astecas já consumiam cianobactérias de tal gênero como uma alternativa alimentar, além de outros registros de culturas situadas próximas ao Lago Chade, na África, indicarem que os povos que ali habitavam também faziam o uso de tais cianobactérias na alimentação. Além disso, os habitantes atuais das margens do Lago Chade extraem esses organismos das charcas temporárias que se formam às margens do lago para consumo e, em 2007, começaram a realizar tal extração de forma mais eficiente para comercialização, visando utilizar tal atividade como forma de obtenção de lucros para tentar melhorar as condições de vida destas populações ribeirinhas.   
Atualmente, tal suplemento é consumido na forma de comprimidos, possuindo um elevado conteúdo de proteínas de boa qualidade, o que faz destes organismos uma boa saída para a substituição da soja e de outros grãos na produção de rações para gado e outros animais de estimação. 
Tendo em vista que se trata de um alimento nutricionalmente rico, e por expandir-se quando em contato com a água presente no corpo humano, o consumo dessas cianobactérias secas provoca uma sensação de saciedade, inibindo a fome. 
As cianobactérias do gênero Arthrospira possuem em média, no seu peso seco, 57% de proteínas, entre 8 e 14% de carboidratos e aproximadamente 6% de lipídios. Tais cianobactérias possuem também uma substância semelhante a Vitamina B12, entretanto, tal substância não possui valor como vitamina, portanto as Arthrospira não devem ser utilizadas como suplemento para tal vitamina.
Algumas das ações publicitárias a respeito da utilização das Arthrospira como suplemento alimentar indicam que tal produto possui efeitos antialérgicos, anti oxidantes, reguladores da pressão arterial e do colesterol, dentre outros. Existem poucos estudos sobre estes efeitos em humanos, e as amostras que foram utilizadas como base em tais estudos são muito reduzidas, logo, considerando isso, não se pode assegurar com certeza a sua utilidade e eficácia para tais indicações. 

## Fonte de pigmentos
As cianobactérias do gênero Arthrospira também são utilizadas como fonte dos pigmentos ficocianinos e xantofilas. 

## Uso como biocombustível
As cianobactérias do gênero Arthrospira também podem ser utilizadas como fonte de biocombustíveis, sendo consideradas uma fonte de biocombustíveis da terceira geração. Diferentes tipos de biocombustíveis podem ser obtidos a partir de cianobactérias, como por exemplo o bioetanol, o metano e o biodiesel. 
- Bioetanol: O etanol pode ser obtido a partir das cianobactérias por meio da conversão do amido e da celulose. Uma vez que são ricas em polissacáridos e possuem paredes celulares finas, as algas são a fonte ideal para o bioetanol de segunda geração. A problemática actual está no fato de haverem diversos produtos de elevado valor que podem adicionalmente ser obtidos a partir desta matéria-prima, então a obtenção de um produto de baixo valor como o etanol não é prioritária. O processo de produção de etanol a partir das algas baseia-se, fundamentalmente, na fermentação dos açúcares, e engloba diversas etapas:

1. Crescimento das algas em meio de aquacultura.
2. Colheita das algas, de modo a constituir uma reserva de biomassa.
3. Início da decomposição (para que ocorra ruptura das paredes celulares e libertação dos polissacáridos).
4. Sacarificação do amido.
5. Fermentação da biomassa em decomposição; os microorganismos utilizados são, normalmente, as leveduras da cerveja (Saccharomyces cerevisiae e Saccharomyces uvarum) ou bactérias geneticamente modificadas.
6. Separação do etanol formado da restante solução de fermentação.
- Metano:

O metano é importante para geração de energia elétrica em turbinas a gás ou caldeiras a vapor, sendo que a sua queima produz menos gás carbônico por unidade de calor libertado do que outros hidrocarbonetos. Além disso, verifica-se que o metano produz mais calor por unidade de massa do que outros hidrocarbonetos complexos. A digestão anaeróbia constitui o método mais direto de produção de metano a partir de cianobactérias, envolvendo as seguintes etapas sucessivas:
1. Pré-tratamento das cianobactérias para despolimerização da matéria sólida, formando-se uma suspensão de partículas finas.
2. Passagem da suspensão num leito fluidizado com enzimas que convertem a biomassa em açúcar, e bactérias capazes de transformar os açúcares em ácidos graxos voláteis.
3. Decantação da suspensão, de modo a eliminar quaisquer partículas sólidas que possam permanecer.
4. Passagem do líquido decantado num leito fixo contendo bactérias metanogênicas
- Biodiesel:

O biodiesel refere-se a qualquer biocombustível equivalente ao diesel, e obtido a partir de materiais biológicos renováveis, tais como óleos vegetais ou gorduras animais, e consiste em hidrocarbonetos saturados de cadeia longa. Pode ser usado na forma pura (B100) ou pode ser misturado ao diesel em qualquer concentração. As cianobactérias, constituindo a terceira geração de biocombustíveis, apresentam-se, teoricamente, como a única fonte de biocombustível que pode vir a substituir a dependência do petróleo no futuro de uma forma econômica e socialmente viável. Uma das principais razões pelas quais as algas são cada vez mais exploradas como matéria-prima, particularmente para a produção de biodiesel, é o seu elevado rendimento, uma vez que a produção de cianobactérias gera 30 vezes mais energia por hectare do que as culturas terrestres. As microalgas representam os organismos unicelulares fotossintéticos com crescimento mais acelerado, podendo completar um ciclo de crescimento em poucos dias. Algumas espécies de microalgas têm alto teor de óleo (até cerca de 80% de óleo por peso seco) e podem produzir até 137.000 litros de óleo por hectare por ano, em condições ótimas. Embora, no que diz respeito ao teor lipídico (% de lípidos relativamente ao peso seco), as algas sejam equivalentes à biomassa de outras culturas oleaginosas, a grande vantagem da sua utilização reside efectivamente na elevada produtividade, sendo que o aumento do teor de óleo por unidade de área obtido a partir das algas constitui um dos temas mais pesquisados atualmente.

## Espécies
Segundo a base de dados taxonómicos AlgaeBase o género Arthrospira inclui as seguintes espécies, algumas de estatuto taxonómico duvidoso:
- Arthrospira argentina (Frenguelli) Guarrera & Kühnemann C
- Arthrospira balkrishnanii N.D.Kamat C
- Arthrospira baryana Stizenberger P
- Arthrospira boryana Stizenberger P
- Arthrospira braunii (Kützing) Crow P
- Arthrospira brevis Wang C
- Arthrospira desikacharyiensis Vasishta P
- Arthrospira fusiformis (Voronikhin) J.Komárek & J.W.G.Lund C
- Arthrospira gigantea (Schmidle) Anagnostidis C
- Arthrospira indica T.V.Desikachari & N.Jeeji Bai C
- Arthrospira jenneri Stizenberger ex Gomont C
- Arthrospira jenneri f. purpurea Collins P
- Arthrospira jenneri var. platensis (Nordstedt) Guarrera & Kühnemann P
- Arthrospira joshii Vasishta P
- Arthrospira khannae Drouet & Strickland C
- Arthrospira laxa (G.M.Smith) Crow P
- Arthrospira laxissima Setchell P
- Arthrospira laxissima Gomont P
- Arthrospira massartii var. indica Desikachary C
- Arthrospira maxima Setchell & N.L.Gardner C
- Arthrospira meneghiniana (Zanardini) Crow P
- Arthrospira miniata (Hauck) Gomont P
- Arthrospira miniata f. acutissima I.Umezaki C
- Arthrospira miniata var. constricta L.Hoffmann C
- Arthrospira nordstedtii (Gomont) Crow P
- Arthrospira oceanica (P.L.Crouan & H.M.Crouan) Crow P
- Arthrospira pellucida Chu Chia Wang P
- Arthrospira platensis (Nordstedt) Gomont C
- Arthrospira platensis f. minor Rich P
- Arthrospira platensis f. granulata Desikachary C
- Arthrospira santannae Komárek & Komárková-Legnerová C
- Arthrospira setchellii De Toni P
- Arthrospira skujae A.G.E.Magrin, P.A.C.Senna & J.Komárek C
- Arthrospira spirulinoides Ghose S
- Arthrospira subsalsa (Oersted) Crow P
- Arthrospira subtilissima (Kützing) Crow P
- Arthrospira tenuissima (Kützing) Crow P
- Arthrospira versicolor (Cohn) Crow P

"C" indica que o nome está taxonomicamente verificado.
"U" indica que que o nome tem um estatuto taxonómico incerto.
"P" indica que que o nome não foi submetido a verificação taxonómica.